# Nikołaj Mironowicz
Nikołaj Nikołajewicz Mironowicz, ros. Николай Николаевич Миронович (ur. 25 grudnia 1894?/6 stycznia 1895 w guberni kowieńskiej, zm. 25 maja 1979 w Jakucku) – radziecki duchowny prawosławny, kierownik kancelarii Pskowskiej Misji Prawosławnej pod koniec II wojny światowej.
Od stycznia 1900 r. pomagał ojcu, który był duchownym, w cerkwi we wsi Sidzielniki. Od 1908 r. mieszkał w miasteczku Łużki, gdzie jego ojciec został proboszczem cerkwi Narodzenia Matki Bożej. W 1915 r. ukończył uczelnię duchowną w Wilnie. Następnie rozpoczął naukę w seminarium duchownym w Wilnie, ale z powodu zagrożenia miasta przez wojska niemieckie został wraz z innymi klerykami ewakuowany do Riazania. W 1917 r. po rewolucji bolszewickiej seminarium rozwiązano. Nikołaj N. Mironowicz rozpoczął studia medyczne na uniwersytecie w Białymstoku, które przerwał już wiosną 1918 r., powracając do Łużek. Stamtąd przeniósł się do wsi Koziany, gdzie jego ojciec objął probostwo cerkwi Trójcy Świętej. Do 1920 r. był nauczycielem w miejscowej szkole wiejskiej i jednocześnie organistą w cerkwi. Z powrotem powrócił na krótko do Łużek, gdzie uczył w szkole robotniczej, po czym latem 1921 r. został diakonem. Do 1925 r. posługiwał w cerkwi Narodzenia Matki Bożej w Łużkach. Do 1930 r. był nauczycielem religii w szkole we wsi Kuropolie. Następnie został protodiakonem w Smorgoniach, zaś od 1932 r. w Mołodecznie. W 1936 r. otrzymał święcenia kapłańskie. Do 1939 r. posługiwał jako kapłan we wsi Teliaticzi. Po ataku wojsk niemieckich na Polskę 1 września tego roku, został zmobilizowany i skierowany do Brześcia. Po drodze został jednak ranny w wyniku bombardowania lotniczego, w wyniku czego trafił do szpitala w Wilnie. Od listopada był proboszczem cerkwi św. Katarzyny. Po zajęciu Wilna przez wojska niemieckie pod koniec czerwca 1941 r., przyjechał do okupowanej Rygi, gdzie wstąpił do Pskowskiej Misji Prawosławnej. Wyznaczono mu służbę w Ostrowiu, którą objął w sierpniu 1942 r. Posługiwał w soborze Trójcy Świętej. Wiosną 1943 r. otworzył cerkiew Kazańskiej Ikony Matki Bożej i zorganizował przy niej monaster. W czerwcu tego roku stanął na czele nowo powstałego dekanatu porchowskiego Pskowskiej Misji Prawosławnej. Jednocześnie jako protojerej objął probostwo cerkwi św. Mikołaja ojca Pawła Studentowa w Porchowie. W połowie sierpnia 1943 r. w Pskowie został odznaczony srebrnym medalem Misji. Następnie przybył do Pieczor, gdzie wstąpił na krótko do monasteru Pskowsko-Pieczerskiego. W połowie września wyjechał do Wilna, gdzie metropolita wileński i litewskie Sergiusz skierował go ponownie do Ostrowa. Od początku stycznia 1944 r. stał na czele okręgu ostrowskiego Misji. Na początku marca tego roku ewakuował się do miasta Szawle, obejmując wkrótce funkcję kierownika kancelarii Pskowskiej Misji Prawosławnej. Jednocześnie stanął na czele okręgu szawelsko-szaurogenskiego Misji. Po odzyskaniu Szawli przez Armię Czerwoną pod koniec lipca, służył do sierpnia w miejscowej cerkwi św. św. Piotra i Pawła, po czym został aresztowany przez NKWD. Krótko potem wypuszczono go na wolność, aby ponownie aresztować pod koniec października. Po procesie skazano go na karę 20 lat łagrów. Odbywał ją w Kraju Krasnojarskim. W połowie grudnia 1956 r. w wyniku amnestii wyszedł na wolność. Zaczął posługiwać w Jakucku. Służbę kapłańską zakończył w 1969 r.